# Txema Alonso Fernández
José María Alonso Fernández detto Txema (Bilbao, 29 aprile 1971) è un ex calciatore spagnolo, di ruolo centrocampista.

## Palmarès

### Club

#### Competizioni nazionali
- Segunda División: 1

Lleida: 1992-1993